# Bataille de Peyrestortes
Première Coalition
Guerres de la Révolution française
 Guerre du Roussillon
Batailles
La bataille de Peyrestortes s’est déroulée le 17 septembre 1793, à Peyrestortes, près de Perpignan, dans les Pyrénées-Orientales, entre les troupes françaises et les troupes espagnoles, lors de la guerre du Roussillon pendant les guerres de la Révolution française de la Première Coalition.

## Préambule
En réponse à l'exécution de Louis XVI l’Espagne déclare la guerre à la République française le 17 avril 1793. 
L'armée espagnole, bien préparée et aguerrie, sous le commandement du général Antonio Ricardos, bouscule l’armée des Pyrénées orientales, composée de nouvelles recrues qui ne pouvaient qu’opposer qu’une faible résistance. 
Elle envahit alors le Roussillon avec environ 25 000 hommes et une centaine de pièces d'artillerie, en passant par Saint-Laurent-de-Cerdans, et se rend maître du Perthus, de la vallée du Tech (Arles-sur-Tech, Céret, Trouillas...) et s’approche de Perpignan par le sud.
Les troupes espagnoles scindées en 3 colonnes sont désormais positionnées à :
- Colonne de droite : Port-Vendres, Collioure, Saint-Elme, et Argelès ;
- Colonne du centre : Thuir, Mas Deu, Trouillas et Ponteilla ;
- Colonne de gauche : le camp de la Perche (près de Mont-Louis), Olette, Villefranche-de-Conflent.

Le gros des troupes françaises est installé sur une ligne allant de Cabestany à Orles, avec des positions secondaires au nord de Perpignan à Rivesaltes et Salses.

## Prélude
Début septembre après avoir installé son quartier général à Trouillas, le général Ricardos ayant pour but de prendre Perpignan, attaque le 3 septembre le moulin d’Orles situé à moins de 3 km de Perpignan. Le 3e régiment de la cavalerie nationale de Montpellier, le 2e régiment des hussards sous les ordres de Charles-Louis Gau-Fregeville et les artilleurs de Pierre Banel repoussent l’attaque.
Le général Ricardos décide alors de contourner Perpignan par le Nord ; le 8 septembre 1793, il ordonne à la division de Pedro Agustín Girón, marquis de las Amarillas, de quitter Saint-Estève par Baixas et de prendre possession de la colline de Peyrestortes en attaquant les 4 000 fantassins français sous les ordres d'Eustache Daoust installés à Rivesaltes. Malgré une résistance acharnée, les Espagnols prennent Rivesaltes et les Français sont rejetés sur Salses et sur les positions avancée de Perpignan au Vernet.
Le 10 septembre, les Espagnols mettent en place un second campement, de 10 000 fantassins et 2 000 cavaliers à Peyrestortes, coupant ainsi les communications avec Narbonne. Le territoire fertile est traversé par trois ruisseaux affluents du fleuve Agly : la Llavanera, la Llobera, l'Oms.
Le général Eustache Charles d’Aoust renforce alors le camp du côté du Vernet pour faire face au camp espagnol de Peyrestortes. Les troupes de Joseph Cassanyes redescendent alors rapidement de Cerdagne et s’installent un peu plus au nord, au fort de Salses.
La bataille pour Perpignan est imminente.

## La bataille
Le 17 septembre 1793, Antonio Ricardos lance deux offensives sur les troupes françaises :
- le premier, au sud, à partir de Trouillas en direction d’Orles,
- le second à l'ouest, à partir de Peyrestortes en direction du Vernet.

### Combats au sud
Au sud, 400 artilleurs bombardent la citadelle de Perpignan à partir de 2 heures du matin. Les troupes espagnoles se déplacent sur Pollestres. 
 
Les troupes françaises des généraux Dagobert, Barbantane, Pérignon et Poinsot contre-attaquent. Les Français malgré la perte de 2 000 hommes, font reculer l’ennemi. Les troupes espagnoles refluent en désordre vers Le Boulou, et malgré l’insistance de Cassanyes, le général en chef de Flers refuse d'exploiter cet avantage pour les anéantir.

### Combat de Vernet et bataille de Peyrestortes
À l’ouest, sur la colline du Vernet face à Peyrestortes, la cavalerie de Pedro Agustín Girón marquis de Las Amarillas (es), surveille, harcèle les artilleurs de Joseph-Charles Mondredon qui a remplacé le général Louis Lemoine. Les avant-postes du camp retranché de Vernet sont attaqués et les Français sont obligés de céder devant le nombre des assaillants. Toutefois les 40 canons bombardent le camp espagnol et les troupes du général Charles de Eustache d'Aoust sont renforcées par 6 000 hommes venant du camp de l'Union permettant, dans un premier temps de tenir la position.
 
Une fois les renforts totalement arrivés, les Français lancent alors une contre attaque en quatre colonnes :

- La colonne de gauche est composée des volontaires de Maine-et-Loire sous les ordres de Louis Lemoine et est appuyée par les artilleurs de Jean Lamartillière.
- La colonne du centre est composée des deux bataillons de Pierre Banel, sous les ordres de Catherine Pérignon.
- La colonne de droite est composée du 4e bataillon de volontaires de l'Aude et de 120 cavaliers.
- À l'extrême gauche, se trouve le bataillon d'observation du général Soulheirac.

Au petit matin, les Français attaquent la position espagnole de Peyrestortes sous un déluge d’artillerie. 
La colonne de gauche, sous les ordres du général Lemoine, contourne les positions ennemies et les prend de revers.
 
Désormais les Français et les Espagnols sont face à face sur le plateau séparé par le ravin que forme la rivière Llavanera.
Le général Louis Antoine Goguet lance alors par surprise ses fantassins à l’assaut des positions espagnoles de Pedro Agustín Girón marquis de Las Amarillas (es). À la baïonnette les soldats français s’engagent dans un corps à corps jusque tard dans la nuit, repoussant également les contre-attaques de la cavalerie ennemie.
La colonne d’observation du général Soulheirac, passée à droite du dispositif français, ainsi que les soldats de la garnison du fort de Salses arrivent en renfort, attaquent et percent le flanc droit espagnol.
À 22 heures, les forces du Pedro Agustín Girón marquis de Las Amarillas (es) et de Juan Curten sont en déroute et refluent en désordre au-delà de la Têt vers Ponteilla, Mas Deu et Trouillas.
Cette victoire française marque l'arrêt des attaques contre la citadelle de Perpignan et la fin de la progression espagnole en Roussillon.

## Bilan
La bataille de Peyrestortes marque l'arrêt des attaques contre la citadelle de Perpignan et la fin de la progression espagnole en Roussillon.
 Elle a fait 800 tués, 1 500 blessés et 1 200 prisonniers côté espagnol.
Les Français eurent 300 tués et capturèrent 6 obusiers, 40 canons et, étant rentrés dans le campement espagnol, un important stock d’armes, de vivres, etc.

## Ordre de bataille
Troupes françaises ayant participé à la bataille
- Détachement du 7e régiment d'infanterie de ligne (ci-devant Champagne)
- Détachement du 53e régiment d'infanterie de ligne (ci-devant Alsace)
- Détachement du 61e régiment d'infanterie de ligne (ci-devant Vermandois)
- 1er bataillon du 79e régiment d'infanterie de ligne (ci-devant Boulonnais)
- 3e bataillon de volontaires de l'Ariège
- 4e bataillon de volontaires de l'Aude[5]
- 4e bataillon de volontaires de Mayenne-et-Loire
- 3e régiment de la cavalerie nationale de Montpellier
- 2e régiment de hussards

## Personnalités
Personnalités ayant combattu à Peyrestortes :
- Victor Antoine Andréossy; blessé à l'épaule gauche par un éclat d'obus
- Antoine Aymard
- Anne-Charles Basset De Montaigu alors lieutenant de grenadiers sous les ordres du général Soulheirac.
- Gabriel-Joseph Clément
- Claude Fabre, député de l'Hérault, représentant en mission
- Nicolas Dahlmann
- Jean Lannes alors lieutenant de grenadiers sous les ordres du général Soulheirac.
- Catherine-Dominique Pérignon; blessé par un coup de baïonnette à la cuisse.
- Luc Siméon Auguste Dagobert de Fontenille

## Camp de l'Union
Le camp de l'Union également appelé camp du Mas Ros ou du mas Conte était situé à 3 km sur la colline la plus haute de la plaine au Sud-Ouest de la citadelle de Perpignan au mas de Serrat d'En Vaquer, à droite la colline du moulin d'Orles et à gauche la colline de Cabestany.